# Topobates circumcarinatus
Topobates circumcarinatus är en kvalsterart som först beskrevs av H. Weigmann och Miko 1998.  Topobates circumcarinatus ingår i släktet Topobates och familjen Scheloribatidae. Inga underarter finns listade i Catalogue of Life.